# Ельміра Ахундова (політик)
Ельміра Гусейн-кизи Ахундова (азерб. Elmira Hüseyn qızı Axundova; 26 травня 1953 , Раменський район, Московська область ) — письменниця, Народна письменниця Азербайджану, азербайджанська політична діячка, депутатка національних зборів Азербайджанської Республіки, надзвичайна і повноважна посол Азербайджанської Республіки в Україні. Кандидатка філологічних наук.

## Біографія
Ельміра Ахундова народилася 26 травня 1953 року в Раменському районі Московської області. Мати — Гардієнко Анна Гаврилівна — українка, родом з Дніпропетровська.
Після закінчення середньої школи при Бакинському хореографічному училищі вступила до технікуму на спеціальність «стенографія». Трудову діяльність розпочала в 1971 році стенографісткою.
1976 року з відзнакою закінчила філологічний факультет Азербайджанського державного університету.
У 1977—1980 роках — молодша редакторка Азербайджанського державного комітету по телебаченню і радіомовленню.
Від 1980 до 1988 року Ельміра Ахундова — референтка і консультантка Спілки письменників Азербайджану, а від 1988 до 1991 року — старша наукова співробітниця відділу літератури Південного Азербайджану Інституту літератури імені Нізамі НАНА.
1984 року захистила дисертацію на здобуття наукового ступеня кандидата філологічних наук.
Від 1990 до 1998 року — власна кореспондентка Літературної газети по Азербайджану. Від 1993 до 2002 року — власна кореспондентка Радіо «Свобода».
Від 2002 року — доцент кафедри теорії і практики перекладу Бакинського слов'янського університету.
ВІд 2005 до 2020 року була депутаткою Міллі меджлісу Азербайджану. Була членкинею Комітету Міллі меджлісу з праці та соціальної політики та членкинею Комітету Міллі меджлісу з культури, керівницею парламентської групи дружби Азербайджан-Люксембург, заступницею голови Комісії з культури, інформації, туризму і спорту Міжпарламентської асамблеї СНД. Член Комісії з помилування при президентові Азербайджану.
25 травня 2018 року за великі заслуги в розвитку азербайджанської літератури Ельмірі Ахундовій було присвоєно почесне звання «Народного письменника».
12 березня 2020 року Президент Азербайджану Ільхам Алієв підписав розпорядження про призначення Ельміри Ахундової надзвичайним і повноважним послом Азербайджанської Республіки в Україні.
29 травня 2020 року вручила вірчі грамоти Президенту України Володимиру Зеленському.

## Нагороди та звання
- Орден «Слава» (2003)
- Заслужений журналіст Азербайджану[ru] (2005)
- Почесний диплом Президента Азербайджанської Республіки[ru] (2013)
- Державна премія Азербайджану (2014)
- Народний письменник Азербайджану (2018)